# Michele Palma
Michele Palma (Napoli, 30 agosto 1689 – Chieti, 23 marzo 1755) è stato un arcivescovo cattolico italiano.

## Biografia
Nato a Napoli, apparteneva a una famiglia del patriziato nolano. Il 24 settembre 1712 fu promosso all'ordine del presbiterato e il 18 agosto 1714 ottenne il titolo di dottore in utroque iure.
Eletto arcivescovo di Chieti, fu consacrato a Roma dal cardinale Giuseppe Spinelli il 12 maggio 1737 e il 16 maggio successivo fu nominato assistente al soglio pontificio.
Ottenne per gli arcivescovi di Chieti il privilegio di poter far uso del trono in lamina d'oro; lasciò il suo patrimonio in eredità alla diocesi e la sua biblioteca personale al seminario.
Dopo la morte, fu sepolto nella cappella di San Gaetano in cattedrale.

## Genealogia episcopale
La genealogia episcopale è:
- Cardinale Scipione Rebiba
- Cardinale Giulio Antonio Santori
- Cardinale Girolamo Bernerio, O.P.
- Arcivescovo Galeazzo Sanvitale
- Cardinale Ludovico Ludovisi
- Cardinale Luigi Caetani
- Cardinale Ulderico Carpegna
- Cardinale Paluzzo Paluzzi Altieri degli Albertoni
- Cardinale Gaspare Carpegna
- Cardinale Fabrizio Paolucci
- Cardinale Giorgio Spinola
- Cardinale Thomas Philip Wallrad d'Alsace-Boussut de Chimay
- Cardinale Giuseppe Spinelli
- Arcivescovo Michele Palma